# Кузьмин, Василий Кузьмич
Василий Кузьмич Кузьмин (4 февраля 1917 — 1 августа 2010) — участник Японо-китайской и Великой Отечественной войн, командир отделения пункта сбора донесений 55-го отдельного гвардейского батальона связи, 8-й гвардейской стрелковой дивизии. Член ВКП(б)/КПСС с июля 1943 года.

## Биография
Родился 4 февраля 1917 года в деревне Вторые Вурманкассы Цивильского района Чувашской АССР. По национальности - Чуваш. В июле 1938 года, в связи с войной с Японией в районе озера Хасан, был досрочно призван в Красную Армию. Служил на Дальнем Востоке в г. Владивостоке в отдельном разведывательном батальоне в качестве мотоциклиста-разведчика. Участвовал в боях на Хасане. Демобилизовался из армии осенью 1940 года и поехал вместе с однополчанами на юг в г. Фрунзе – столицу Киргизской ССР (ныне Бишкек), работал в тресте «Фрунзестрой» прорабом.

## Великая Отечественная война
В РККА с 17 июля 1941 года, призван Фрунзенским ГВК г. Фрунзе Киргизской ССР. Зачислен в 316-ю стрелковую дивизию в 762-й батальон связи в качестве мотоциклиста. Дивизия формировалась в г. Алма-Ате под командованием генерал-майора И.В. Панфилова.
В Отечественной войне с 30 октября 1941 года на Западном фронте, с февраля 1942 года на Калининском фронте, с марта 1943 года на Северо-Западном фронте, с октября 1943 года на 2-м Прибалтийском фронте, с марта 1945 года на Ленинградском фронте.
Из воспоминаний Василия Кузьмича:

«В первый бой наша дивизия вступила в сентябре 1941 года под Ленинградом, но вскоре, в связи с напряженной обстановкой под Москвой, была срочно переброшена туда и сразу же вступила в бой. Бои за оборону Москвы мы начали западнее г. Волоколамск (130 км от Москвы). 6 декабря 1941 года началось генеральное наступление наших войск под Москвой. Начались кровопролитные бои. Целый день беспрерывно шел тяжелый бой, фашисты жестко сопротивлялись, наши войска, наращивая силы, усилили удар, подавляя немецкие огневые точки и ночью 7 декабря фашисты дрогнули, начали отступать. Потери с обеих сторон были огромные, мы шли буквально по трупам немецких и своих солдат.
Началось, впервые после начала войны, крупное фронтальное наступление наших войск под Москвой. Через 2 дня мы вновь взяли г. Истру. 10 декабря 1941 года нашу героическую 316-ю стрелковую дивизию отвели на отдых в г. Солнечногорск под Москвой. В дивизии, состоявшей в начале сражения за Москву из 14-ти тысяч личного состава, осталось чуть больше одной тысячи. Такова была цена потерь только одной нашей дивизии за оборону Москвы. Я был ранен в ногу, но от эвакуации в тыл отказался. Подлечился в медсанбате дивизии и вернулся в свою часть. Боевые действия 316-й стрелковой дивизии ознаменовались еще и тем, что в ней сражались знаменитые на всю страну 28 героев Панфиловцев. За героические боевые действия наша 316-й стрелковая дивизия, в числе первых, получила высокое звание «Гвардейской» по счету восьмая. Боевой генерал-майор Панфилов погиб и в его честь 8-ю гвардейскую дивизию назвали его именем. Ему посмертно присвоено звание Героя Советского Союза. Дивизия прошла славный боевой путь от Москвы до Прибалтики, участвовала в боях за освобождение городов Ржева, Пскова, Риги, Таллинна. Всю войну я служил в этой знаменитой дивизии в составе 762-го отдельного (55-го гвардейского) батальона связи в подразделении под названием «ПСД» – пункт сбора донесений при штабе дивизии. В этот пункт поступали все боевые донесения от войсковых частей, входящих в состав дивизии и приказы штаба дивизии обратно в войсковые части. Вся эта строго секретная боевая почта проходила через наш пункт. Получая боевые донесения и приказы, мы немедленно доставляли их адресатам в любых боевых условиях, несмотря на шквальный огонь боя, атаки противника и т.д. Так как от своевременной доставки приказов зависел успех боевых операций дивизии. В периоды напряженных боев состав команды менялся часто, при выполнении заданий нередко погибали, было много случаев доставки приказов, будучи раненными. Взвод «ПСД» состоял: из 3-х мотоциклистов, 10 конных и 10-12 пеших. Взвод подчинялся непосредственно начальнику оперативного отдела штаба дивизии. Я был сначала командиром отделения мотоциклистов, затем командиром взвода – начальником «ПСД». За время войны был один раз ранен, один раз контужен и как, следствие, на левое ухо остался на всю жизнь глухим».

19 мая 1944 года Приказом 8-й гвардейской стрелковой дивизии № 041/н, гв. красноармеец В.К. Кузьмин, мотоциклист 13-й ОГРС награждён медалью «За боевые заслуги» за то, что: В боях за плацдарм в районе р. Великой с 26.3 по 12.4.1944 г. Тов. Кузьмин проявил в себе лучшие качества воина Красной армии. Несколько раз на дню под ураганным огнем противника т. Кузьмин доставлял боевые приказы и донесения в полки, отделы и части дивизии. Семнадцать дней отважный связной проявлял на каждом шагу героизм, беззаветно выполняя поставленную перед ним задачу. Нет ни одного случая, чтобы его остановил обстрел или по этой причине не доставил бы к сроку корреспонденцию. Часто путь его лежал через районы подвергавшиеся артналетам противника. Перебежками от воронки к воронке он настойчиво пробирался к адресату и вручал ему пакет. Особенно т. Кузьмин отличился при доставке текстов в отделы дивизии разместившиеся на высоте дер. Мишны. 7 и 8 апреля, когда противник вел интенсивный методический обстрел высоты.  Достоин правительственной награды медали «За Отвагу». 28 декабря 1944 года Приказом 8-й гвардейской стрелковой дивизии № 0153/н, гв. сержант В.К. Кузьмин, командир отделения пункта сбора донесений 55-го ОГБС награждён орденом Красной Звезды за то, что: т. Кузьмин в борьбе с немецко-фашистскими захватчиками, проявил себя смелым и храбрым воином. Особенно отличился на подступах к Лудзе. 17 июля 1944 г., доставляя боевое приказание в 19 ГСП по пути следования, был обстрелян немецкими автоматчиками, оставшимися в окружении. Тов. Кузьмин был ранен, но он доставил боевое приказание и только тогда отправился в санбат. 9.10.44 г. Зап. гор. Огре доставлял на НП 23 ГСП майора Денисенко, по пути следования попал в зону обстрела. Осколком он был ранен в ногу, и повредило мотоцикл. Тов. Кузьмин быстро исправил мотоцикл и выполнил задание. В плену и окружении не был. Находится в части с 17.7.41 г.

## Послевоенные годы
Вернулся с Отечественной войны в ноябре 1945 года досрочно, как специалист-строитель, для восстановления разрушенного народного хозяйства страны. В послевоенный период более 23 лет проработал директором Цивильского пенькозавода. Женился, в семье четверо детей – два сына и две дочери. В Отечественной войне принимала участие и жена Василия Кузьминича, Мария Семеновна. Она была призвана в феврале 1943 года, служила в специальной прожекторной части. С боями прошла свою страну, участвовала в боях за освобождение Варшавы и взятие Берлина. При штурме Берлина принимала непосредственное участие в знаменитом фронтальном прожекторном ослеплении позиций фашистов ночью, впервые примененном в Великой Отечественной войне маршалом Жуковым. После окончания боев была в Берлине у стен логова фашистов – Рейхстаге.
Умер, Кузьмин Василий Кузьмич, 1 августа 2010 года, похоронен на кладбище в районе деревни Яуши Чебоксарского района.

## Награды
- Медаль «За отвагу» (19.5.1944)
- Орден Отечественной войны 2-й степени
- Медаль «За боевые заслуги»
- Медаль «За оборону Москвы»
- Орден Красной Звезды